# براندي شيروود
براندي شيروود (بالإنجليزية: Brandi Sherwood)‏ هي متسابقة ملكة الجمال وعارضة أمريكية، ولدت في 13 يناير 1971 في أيداهو فولز في الولايات المتحدة.

## وصلات خارجية
- براندي شيروود على موقع IMDb (الإنجليزية)
- براندي شيروود على موقع قاعدة بيانات الفيلم (الإنجليزية)